# Eupithecia proterva
Eupithecia proterva är en fjärilsart som beskrevs av Butler 1878. Eupithecia proterva ingår i släktet Eupithecia och familjen mätare. Inga underarter finns listade i Catalogue of Life.